# Temporada de Fórmula 3 Brasil de 2016
A temporada de Fórmula 3 Brasil de 2016 é a décima temporada do campeonato brasileiro de Fórmula 3 e a terceira desde o retorno em 2014.

## Pilotos e equipes
- Todos os carros correm com motores Berta e pneus Pirelli.

| Equipe              | Nº  | Piloto                 | Classe | Chassis      | Etapas |
| ------------------- | --- | ---------------------- | ------ | ------------ | ------ |
| RR Racing           | 10  | Luiz Felipe Branquinho | A      | Dallara F309 | 1–5    |
| RR Racing           | 87  | Leonardo Raucci        | A      | Dallara F309 | 1–4    |
| RR Racing Light     | 3   | Leandro Guedes         | B      | Dallara F301 | 1–2    |
| CF3                 | 12  | Christian Hahn         | A      | Dallara F309 | 1–7    |
| CF3                 | 54  | Carlos Cunha           | A      | Dallara F309 | 1–5    |
| Prop Car Racing     | 27  | Matheus Muniz          | A      | Dallara F309 | 1–4    |
| Prop Car Racing     | 48  | Renan Pietrowski       | B      | Dallara F301 | 1, 3   |
| Prop Car Racing     | 55  | Igor Fraga             | A      | Dallara F309 | 1      |
| Cesário F3          | 34  | Matheus Iorio          | A      | Dallara F309 | 1–7    |
| Cesário F3          | 45  | Lukas Moraes           | B      | Dallara F301 | 6      |
| Cesário F3          | 77  | Guilherme Samaia       | A      | Dallara F309 | 1–7    |
| Cesário F3          | 145 | Denis Dirani           | B      | Dallara F301 | 7      |
| Hitech Racing       | 36  | Thiago Vivacqua        | A      | Dallara F309 | 1–7    |
| Hitech Racing       | 95  | Yurik Carvalho         | A      | Dallara F309 | 1–2    |
| Hitech GP           | 43  | Pedro Cardoso          | A      | Dallara F309 | 1–3    |
| Hitech GP           | 52  | Pedro Caland           | B      | Dallara F301 | 1–6    |
| Hitech GP           | 52  | Pedro Caland           | A      | Dallara F309 | 7      |
| Hitech GP           | 143 | Pedro Caland           | A      | Dallara F309 | 5      |
| Fortunato F3 Racing | 41  | Artur Fortunato        | A      | Dallara F309 | 1–4    |
| Kemba Racing        | 91  | Leonardo de Souza      | A      | Dallara F309 | 1–3, 6 |

| Ícone | Classe   |
| ----- | -------- |
| A     | Classe A |
| B     | Classe B |

## Calendário e resultados
O calendário para a temporada de 2016 foi divulgado em 17 de dezembro de 2015, com a categoria sendo parte do evento da Stock Car Brasil. Todas as corridas foram realizadas em conjunto com essa categoria e realizadas no Brasil.
| Etapa | Etapa | Circuito                                        | Data           | Pole Position      | Volta rápida       | Piloto vencedor    | Time vencedor       | Vencedor classe B  |
| ----- | ----- | ----------------------------------------------- | -------------- | ------------------ | ------------------ | ------------------ | ------------------- | ------------------ |
| 1     | P1    | Velopark, Nova Santa Rita                       | 9 de abril     | Matheus Iorio      | Matheus Iorio      | Carlos Cunha       | CF3                 | Renan Pietrowski   |
| 1     | P2    | Velopark, Nova Santa Rita                       | 10 de april    |                    | Carlos Cunha       | Matheus Iorio      | Cesário F3          | Renan Pietrowski   |
| 2     | P1    | Autódromo Internacional de Santa Cruz do Sul    | 5 de junho     | Matheus Iorio      | Matheus Iorio      | Matheus Iorio      | Cesário F3          | Pedro Calland      |
| 2     | P2    | Autódromo Internacional de Santa Cruz do Sul    | 5 de junho     | Corrida cancelada1 | Corrida cancelada1 | Corrida cancelada1 | Corrida cancelada1  | Corrida cancelada1 |
| 3     | P1    | Autódromo Internacional de Cascavel             | 16 de julho    |                    | Guilherme Samaia   | Matheus Iorio      | Cesário F3          | não completaram    |
| 3     | P2    | Autódromo Internacional de Cascavel             | 16 de julho    | Arthur Fortunato   | Matheus Iorio      | Matheus Iorio      | Cesário F3          | Renan Pietrowski   |
| 3     | P3    | Autódromo Internacional de Cascavel             | 17 de julho    |                    | Matheus Iorio      | Matheus Iorio      | Cesário F3          | Renan Pietrowski   |
| 4     | P1    | Autódromo José Carlos Pace                      | 11 de setembro | Guilherme Samaia   | Guilherme Samaia   | Guilherme Samaia   | Cesário F3          | não completaram    |
| 4     | P2    | Autódromo José Carlos Pace                      | 11 de setembro |                    | Matheus Iorio      | Matheus Iorio      | Cesário F3          | Pedro Calland      |
| 5     | P1    | Autódromo Internacional Ayrton Senna (Londrina) | 25 de setembro | Matheus Iorio      | Matheus Iorio      | Matheus Iorio      | Cesário F3          | Pedro Calland      |
| 5     | P2    | Autódromo Internacional Ayrton Senna (Londrina) | 25 de setembro |                    | Guilherme Samaia   | Guilherme Samaia   | Cesário F3          | sem pilotos        |
| 6     | P1    | Autódromo Internacional Nelson Piquet           | 16 de outubro  | Guilherme Samaia   | Matheus Iorio      | Matheus Iorio      | Cesário F3          | Pedro Calland      |
| 6     | P2    | Autódromo Internacional Nelson Piquet           | 16 de outubro  |                    | Matheus Iorio      | Guilherme Samaia   | Cesário F3          | Pedro Calland      |
| 7     | P1    | Autódromo Internacional Ayrton Senna (Goiânia)  | 6 de novembro  | Cristian Hahn      | Cristian Hahn      | Matheus Iorio      | Cesário F3          | não completaram    |
| 7     | P2    | Autódromo Internacional Ayrton Senna (Goiânia)  | 6 de novembro  |                    | Matheus Iorio      | Cristian Hahn      | CF3                 | não completaram    |
| 8     | P1    | Autódromo José Carlos Pace                      | 11 de dezembro | Matheus Iorio      | Matheus Iorio      | Matheus Iorio      | Cesário F3          | não completaram    |
| 8     | P2    | Autódromo José Carlos Pace                      | 11 de dezembro |                    | Matheus Iorio      | Arthur Fortunato   | Fortunato F3 Racing | não completaram    |

## Campeonato de pilotos
| Pos      | Driver                 | VEL      | VEL      | SCS      | SCS      | CAS      | CAS      | CAS      | INT      | INT      | LON      | LON      | BRA      | BRA      | GOI      | GOI      | INT      | INT      | Pts      |
| Classe A | Classe A               | Classe A | Classe A | Classe A | Classe A | Classe A | Classe A | Classe A | Classe A | Classe A | Classe A | Classe A | Classe A | Classe A | Classe A | Classe A | Classe A | Classe A | Classe A |
| -------- | ---------------------- | -------- | -------- | -------- | -------- | -------- | -------- | -------- | -------- | -------- | -------- | -------- | -------- | -------- | -------- | -------- | -------- | -------- | -------- |
| 1        | Matheus Iorio          | Ret      | 1        | 1        | C        | 1        | 1        | 1        | 2        | 1        | 1        | 4        | 1        | 2        | 1        | 2        | 1        | 2        | 205      |
| 2        | Guilherme Samaia       | 2        | Ret      | Ret      | C        | 5        | 3        | 2        | 1        | 4        | 5        | 1        | 2        | 1        | 2        | 3        | 2        | Ret      | 140      |
| 3        | Cristian Hahn          | 11       | 9        | 5        | C        | 4        | 5        | 3        | Ret      | 5        | 4        | 5        | 3        | Ret      | 4        | 1        | 3        | 5        | 90       |
| 4        | Thiago Vivacqua        | 8        | Ret      | 3        | C        | 3        | 4        | 7        | 4        | 7        | 2        | 2        | 4        | 3        | Ret      | 5        |          |          | 85       |
| 5        | Carlos Cunha           | 1        | 2        | Ret      | C        | 10       | 7        | Ret      | 3        | 3        | 3        | 3        |          |          |          |          |          |          | 65       |
| 6        | Arthur Fortunato       | 3        | 10       | Ret      | C        | 8        | 2        | 9        | 7        | 2        |          |          |          |          |          |          | 6        | 1        | 57       |
| 7        | Pedro Cardoso          | 4        | 3        | 2        | C        | 6        | DSQ      | DSQ      |          |          |          |          |          |          |          |          |          |          | 31       |
| 8        | Pedro Caland           |          |          |          |          |          |          |          |          |          |          |          |          |          | 3        | 4        | 4        | 4        | 30       |
| 9        | Leonardo de Souza      | Ret      | 4        | 6        | C        | 2        | 12       | Ret      |          |          |          |          | 6        | Ret      |          |          |          |          | 27       |
| 10       | Matheus Muniz          | Ret      | 5        | 4        | C        | 7        | 6        | 8        | 6        | 6        |          |          |          |          |          |          |          |          | 26       |
| 11       | Igor Fraga             | 5        | Ret      |          |          |          |          |          |          |          |          |          |          |          |          |          | 5        | 3        | 19       |
| 12       | Luis Felipe Branquinho | 6        | Ret      | 8        | C        | 9        | 8        | Ret      | 5        | 8        | 6        | 6        |          |          |          |          |          |          | 17       |
| 13       | Leonardo Raucci        | Ret      | Ret      | 7        | C        | Ret      | 9        | 4        | Ret      | 10       |          |          |          |          |          |          |          |          | 9        |
| 14       | Yurik Carvalho         | 7        | 6        | 10       | C        |          |          |          |          |          |          |          |          |          |          |          |          |          | 5        |
| 15       | Fernando Galera        |          |          |          |          |          |          |          |          |          |          |          |          |          |          |          | Ret      | Ret      | 0        |
| Classe B |                        |          |          |          |          |          |          |          |          |          |          |          |          |          |          |          |          |          |          |
| 1        | Pedro Calland          | 10       | 8        | 9        | C        | Ret      | 11       | 6        | DSQ      | 9        | 7        | Ret      | 5        | 4        |          |          |          |          | 123      |
| 2        | Renan Pietrowski       | 9        | 7        |          |          | DNS      | 10       | 5        |          |          |          |          |          |          |          |          |          |          | 60       |
| 3        | Lukas Moraes           |          |          |          |          |          |          |          |          |          |          |          | Ret      | Ret      |          |          |          |          | 0        |
| 4        | Denis Dirani           |          |          |          |          |          |          |          |          |          |          |          |          |          | Ret      | Ret      |          |          | 0        |
| 5        | Leandro Guedes         | Ret      | Ret      | Ret      | C        |          |          |          |          |          |          |          |          |          |          |          |          |          | 0        |
| 6        | Felipe Santo André     |          |          |          |          |          |          |          |          |          |          |          |          |          |          |          | Ret      | DNS      | 0        |
| Pos      | Driver                 | VEL      | VEL      | SCS      | SCS      | CAS      | CAS      | CAS      | INT      | INT      | LON      | LON      | BRA      | BRA      | GOI      | GOI      | INT      | INT      | Pts      |

↑1 . Corrida cancelada devido as condições climáticas